# Tudor Arghezi
Tudor Arghezi (né Ion Nicolae Theodorescu le 21 ou le 23 mai 1880 à Bucarest et mort le 14 juillet 1967 dans la même ville) est un écrivain roumain principalement connu pour ses œuvres poétiques et sa littérature pour enfants.
Avec Mihai Eminescu, George Bacovia et Lucian Blaga, Tudor Arghezi est considéré comme l'un des plus importants écrivains de littérature roumaine du XXe siècle.

## Biographie
Ion Nicolae Theodorescu naît le 21 mai 1880 à Bucarest de Rozalia Arghesi et Nicolae Theodorescu senior. Jugeant son patronyme trop banal, il prend le pseudonyme de Tudor Arghezi.
Surdoué, il obtient son baccalauréat en octobre 1891, à onze ans, au lycée Saint Sabbas,. En 1896, à 16 ans, il publie sous le pseudonyme Ion Theo dans le magazine Liga Ortodoxă dirigé par Alexandru Macedonski.
Pour son travail exceptionnel dans la littérature il reçoit pour la première fois en 1936, à égalité avec George Bacovia, et de nouveau en 1946, le prix national de poésie. En 1955, il a été élu membre de l’Académie roumaine, et en 1965, a reçu le prix international Johann Gottfried von Herder. On a dit que Tudor Arghezi était un Baudelaire roumain. Ce genre d’analogie, fallacieux le plus souvent, n’est acceptable que dans la mesure où certains poèmes – les « Fleurs de moisissure » (Florile de mucegai), notamment – rappellent la manière des Fleurs du mal, de même que certains poèmes très crus évoquant la sexualité (Rava, Tinca). Le paradoxe est que cet écrivain revendicatif, âpre dans la lutte pour la justice sociale ou même pour la vengeance de classe, capable par exemple de narrer comment des paysans tuent un boyard, piétinent son cadavre de leurs pieds nus toute une nuit jusqu'à le réduire en bouillie, savait trouver des accents d’une exquise fraîcheur pour célébrer les jeux et les ris de son petit garçon et de sa petite fille.

## Travail d'Arghezi
Il affirme que son nom d'artiste provient de Argesis, le nom latin pour la rivière Argeș.
Selon Petre Raileanu, Arghezi "opère dans son œuvre poétique et une synthèse entre tradition et modernisme, avec, tout de même, une forte option en faveur du renouvellement du langage poétique".
Tudor Arghezi est aussi traducteur en roumain. Ecaterina Cleynen-Serghiev affirme cependant que « ses traductions de La Fontaine ou de Baudelaire sont très libres, le génie arghezien est perceptible dans chaque vers, ce sont donc davantage des variations sur un thème donné que de vraies traductions ».
Enfin Arghezi était aussi chroniqueur satirique, auteur de pamphlets et d'articles polémiques ; devenu communiste pendant la guerre mais resté d'esprit rebelle, son esprit acéré était craint jusque dans la bureaucratie du Parti unique, qui monta contre lui un procès littéraire (devant aboutir à son renvoi, mais qui échoua) en l'accusant d'être un « poète putride, d'esprit bourgeois et écrivant pour la bourgeoisie ». Le principal accusateur, Sorin Toma, rédacteur en chef du journal communiste officiel L'Étincelle (Scînteia) en 1947-1960, se trouva ridiculisé car Arghezi sut trouver en défense de ses textes des extraits de Lénine, Staline, Maïakovski et Gorki qui exprimaient les mêmes choses, et dans les publications de Sorin Toma des phrases pontifiantes et molles qu'il publia sans aucun commentaire personnel, pour « laisser les camarades lecteurs en tirer collectivement les conclusions ».

## Publications
- Cuvinte potrivite, poezii, 1927
- Icoana de lemn, tablete, 1929
- Poarta neagră, tablete, 1930
- Flori de mucegai, poezii, 1931
- Cartea cu jucării, poezii, 1931
- Tablete din Țara de Kuty, povestiri swiftiene, 1933
- Ochii Maicii Domnului, 1934
- Cărticica de seară, poezii, 1935
- Cimitirul Buna-Vestire, roman parabolic, 1934
- Versuri, 1936
- Ce-ai cu mine vântule?, 1937
- Lina, roman, 1942
- Eminescu, étude critique, 1943
- Versuri alese, 1946
- Bilete de papagal [Billets de perroquet], 1946
- Una sută una poeme, 1947
- Prisaca, 1948, poeme pentru copii
- 1907-Peizaje, 1955
- Pagini din trecut, publicistică, 1955
- Cântare omului, 1955
- Frunze, 1961
- Poeme noi, 1963
- Cadențe, 1964
- Silabe, 1965
- Răzlețe, 1965
- Versuri lungi, 1965
- Ritmuri, 1966
- Litanii, 1967
- Noaptea, 1967
- O Furnică
- Testament

### Sources bibliographiques
: document utilisé comme source pour la rédaction de cet article.
- Tudor Arghezi, Scrieri. Proze ("Écrits. Prose"), Editura Minerva, Bucarest, 1985.
- Lucian Boia, History and Myth in Romanian Consciousness, Central European University Press, 2001.
- George Călinescu, Istoria literaturii române. Compendiu ("L'histoire de la littérature roumaine. Compendium"), Editura Minerva, Bucarest, 1983.
- Dennis Deletant, Communist Terror in Romania, C. Hurst & Co., Londres, 1999,  (ISBN 1-85065-386-0).
- Victor Frunză, Istoria stalinismului în România ("L'histoire du stalinisme en Roumanie"), Humanitas, Bucarest, 1990.
- (ro) Dumitru Hâncu, "Tudor Arghezi. Scrisori din închisoare (II)" ("Lettres de prison (II)"), in Ziarul Financiar, 30 octobre 2002.
- (en) Kathleen Kuiper, Merriam-Webster's Encyclopedia of Literature, Springfield, Massachusetts, Merriam-Webster, 1995, 1236 p. (ISBN 0-87779-042-6).
- Eugen Marinescu (ed.), Din presa literară românească (1918–1944) ("De la presse littéraire roumaine (1918-1944)"), Editura Albatros, Bucarest, 1986.
- D. Murărașu, Din presa literară românească (1900–1918) ("De la presse littéraire roumaine (1900-1918)"), Editura Albatros, Bucarest, 1970.
- (ro) Alexandra Olivotto, "Cele mai nocive cărți din cultura românească" ("Les livres les plus nocifs de la culture roumaine"), in Cotidianul, 18 octobre 2005.
- Z. Ornea, Anii treizeci. Extrema dreaptă românească ("Les années 1930 : L'extrême-droite roumaine"), Editura Fundației Culturale Române, Bucarest, 1995
- Grigore Traian Pop, "Cînd dissidența se pedepsește cu moartea. Un asasinat ritual: Mihail Stelescu" ("Quand la dissidence est punie par la mort. Un assassinat rituel : Mihail Stelescu"), in Dosarele Istoriei, 6/IV (1999).
- (ro) Ion Simuț, "Putea fi Arghezi legionar?" ("Arghezi aurait-il pu être légionnaire ?"), in România Literară, n° 5, 9 février 2007 ; disponible via România Culturală, "Polemici" ("Polemics") page.
- Vladimir Tismăneanu, Stalinism for All Seasons: A Political History of Romanian Communism, University of California Press, Berkeley, 2003  (ISBN 0-520-23747-1).
- (ro) Constantin Țoiu, "Amintiri cu poeți" ("Mémoires de poètes"), à Memoria.ro, consulté le 16 juillet 2007.
- Tudor Vianu, Scriitori români ("Écrivains roumains"), vol. III, éd. Minerva, Bucarest, 1971.
- (en) Mark Willhardt, Who's Who in 20th Century World Poetry, Londres, Routledge, 2000 (ISBN 0-415-16355-2).
- (ro) Gheorghe Zbuchea, Despre problema basarabeană în politica externă a României în anii 1912-1916 ("On the Bessarabian Issue in Romanian Foreign Policy in the Years 1912-1916"), at l'université de Bucarest, consulté le 16 juillet 2007.
- Henri Zalis, introduction to Lucia Demetrius, Album de familie. Nuvele alese (1935–1965) ("Album de famille. Nouvelles choisies (1935-1965)"), Editura pentru literatură, Bucarest, 1967, p. V-XXXI.
- (ro) Krikor Zambaccian, Însemnările unui amator de artă ("Les Écrits d'un amateur d'art"), publié par LiterNet; consulté le 16 juillet 2007.
- (ro) C. D. Zeletin, "Cu George Emil Palade, la San Diego, despre boala lui Tudor Arghezi" ("Avec George Emil Palade, à San Diego, au sujet de la maladie de Tudor Arghezi"), à Memoria.ro, consulté le 16 juillet 2007.